# Jennifer Carroll

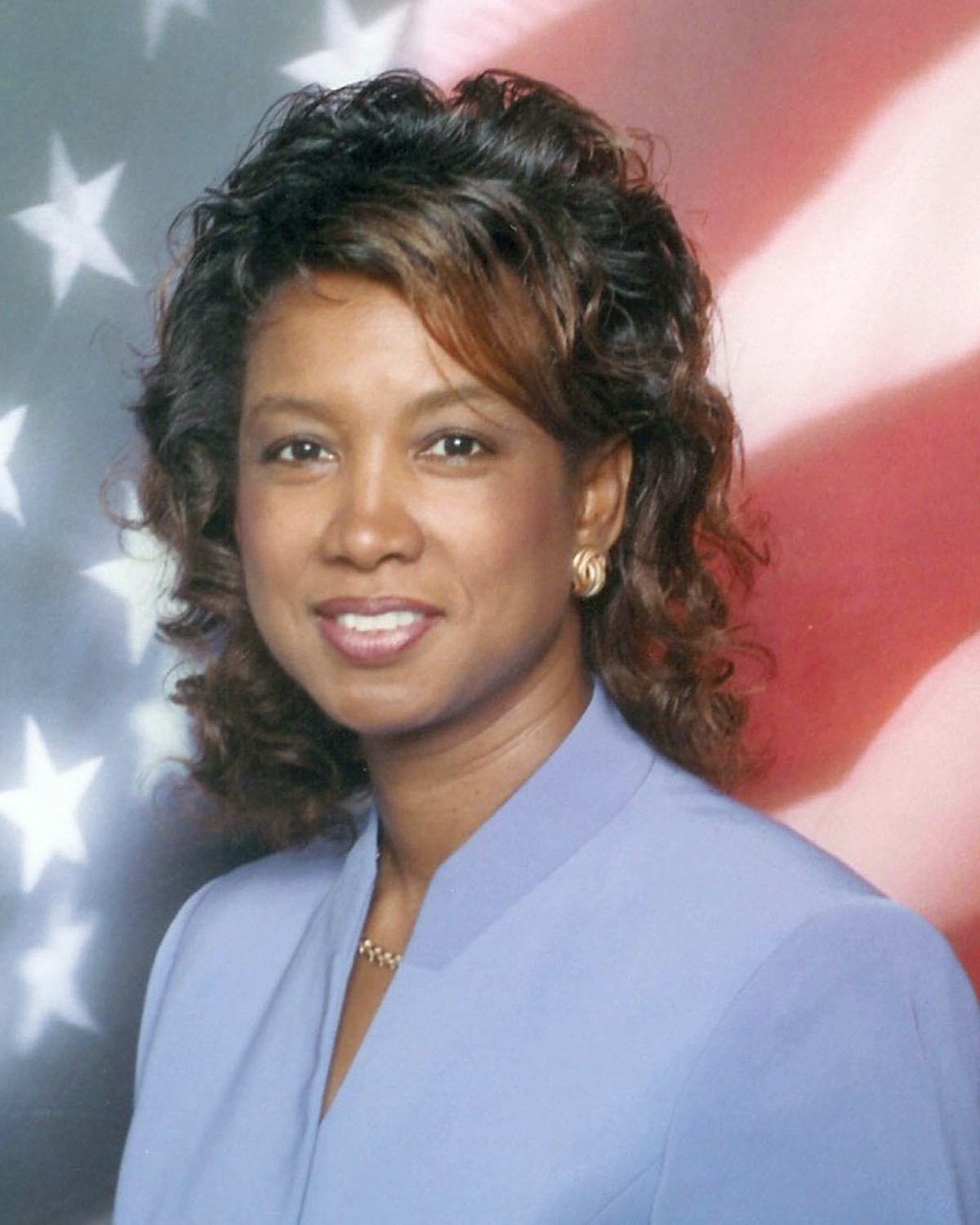
Jennifer Carroll (2011)

Jennifer Sandra Carroll (* 27. August 1959 in Port of Spain, Trinidad und Tobago) ist eine US-amerikanische Politikerin. Zwischen 2011 und 2013 war sie Vizegouverneurin des Bundesstaates Florida.

## Werdegang
Im Alter von acht Jahren kam Jennifer Johnson, so ihr Geburtsname, in die Vereinigten Staaten. Im Jahr 1977 absolvierte sie die Uniondale High School im Staat New York. Zwischen 1979 und 1999 diente sie in der United States Navy, in der sie den Rang eines Lieutenant Commander erreichte. Während dieser Zeit konnte sie auch ihre Ausbildung an verschiedenen Universitäten fortsetzen. Später schlug sie als Mitglied der Republikanischen Partei eine politische Laufbahn ein. In den Jahren 2000 und 2002 kandidierte sie jeweils erfolglos für das US-Repräsentantenhaus. Zwischen 2000 und 2002 leitete sie die Veteranenbehörde des Staates Florida. Danach gehörte sie bis 2004 der Kommission für das United States Presidential Scholars Program an. Anschließend war sie bis 2007 Mitglied der Behindertenkommission der Veteranen. Zwischen 2003 und 2011 saß sie als Abgeordnete im Repräsentantenhaus von Florida.
Im Jahr 2010 wurde Carroll als erste Afroamerikanerin an der Seite von Rick Scott zur Vizegouverneurin von Florida gewählt. Dieses Amt bekleidete sie zwischen 2011 und 2013. Dabei war sie Stellvertreterin des Gouverneurs. Bereits seit 2011 geriet sie in negative Schlagzeilen. Zunächst ging es um gefälschte Dokumente einer Firma, deren Mitbesitzerin sie war. Danach wurden ihr Vergehen wie Falschaussagen und illegale Tonbandmitschnitte in einem Gerichtsverfahren vorgeworfen. Schließlich wurde sie in illegale Internetwettgeschäfte verwickelt. Das führte schließlich zu ihrem Rücktritt am 12. März 2013. Im April desselben Jahres erhielt sie eine Anstellung als Beraterin bei der Firma Global Digital Solutions.
Mit ihrem Mann Nolan hat sie drei erwachsene Kinder.